# أليكساندر بلان
أليكساندر بلان (بالفرنسية: Alexandre Blanc) هو سياسي فرنسي، ولد في 14 سبتمبر 1874 في فرنسا، وتوفي في 26 أغسطس 1924 في فرنسا. حزبياً، نشط في الحزب الشيوعي الفرنسي وFrench Section of the Workers' International ‏. وقد انتخب نائب فرنسي.